# Arena Coliseo Coacalco
Arena Coliseo Coacalco är en arena i San Francisco Coacalco, Mexiko (delstat) inom Mexico Citys storstadsområde för fribrottning (lucha libre) och boxning. Arenan öppnade den 16 oktober 1997. Arenan står värd för fribrottningsevents ungefär en gång i veckan och brukas mest flitigt av Lucha Memes, ett av de största oberoende förbunden i Mexiko. Den 21 oktober 2018 arrangerades ett 21-årsjubileum för arenan där Aramís besegrade Eterno i en Lucha de Apuestas insatsmatch.